# Anatolij Firsov
Anatolij Vasijevitj Firsov, född 1 februari 1941 i Moskva, död 24 juli 2000 i Moskva, var en sovjetisk ishockeyspelare, aktiv under 1960-talet. Han var vänsterforward i det sovjetiska landslaget 1962–1972, och var med och tog flera VM-guld. Han vann poängligan i OS 1968 i Grenoble. Han spelade 166 matcher och gjorde 134 mål i sovjetiska landslaget. Firsov valdes till sovjetiska ligans mest värdefulla spelare tre säsonger och vann VM:s skytteliga fyra gånger. Firsov har en plats i både ryska och internationella hockeyförbundets  Hall of Fame.